# Турчанинов, Иван Васильевич
Ива́н Васи́льевич Турчани́нов (30 января (11 февраля) 1822 — 19 июня (2 июля) 1901), более известный под американизированным именем Джон Бэйзил Турчин (англ. John Basil Turchin) — русский и американский военачальник, полковник Русской Императорской армии, бригадный генерал Армии Северян во время Гражданской войны в США.

## Ранние годы

### Служба в Русской императорской армии
Иван Васильевич Турчанинов родился 24 декабря 1822 года (или 30 января 1822 года) в станице Константиновской 1-го Донского сыскного начальства (впоследствии — 1-й Донской Округ) Донского Войска в семье войскового старшины В. П. Турчанинова (умер в августе 1835 года), героя войн с Наполеоном, и был представителем известного дворянского рода, происходившего из донских казаков. Дядя И. В. Турчанинова, Павел Петрович Турчанинов, принимал активное участие в наполеоновских войнах, дослужился до чина генерал-лейтенанта, был одним из соратников М. И. Кутузова. Другой его дядя Андрей Петрович Турчанинов (1779—1830), также российский командир эпохи наполеоновских войн, генерал-лейтенант Русской императорской армии, награждённый орденами и золотым оружием. Таким образом, род Турчаниновых входил в военную элиту Российской империи.
Иван Турчанинов в десятилетнем возрасте был принят в Первый кадетский корпус в Петербурге на казённый счёт, учитывая боевые заслуги его отца. В конце 1835 года Турчанинова переводят, по просьбе матери, в Новочеркасск, где он продолжил своё образование в Войсковой мужской классической гимназии. С отличием окончив гимназию в 1840 году, Турчанинов поступил в Михайловское артиллерийское училище в Петербурге. В 1842 году получил назначение хорунжим в Донскую конно-артиллерийскую 5-ю батарею. В 1844 году, проявив незаурядные способности к воинской службе, был принят на службу в Императорскую гвардию: в чине прапорщика переведён в Донскую конно-артиллерийскую батарею лейб-гвардии Конной артиллерии и в 1846 г. произведён в подпоручики. В чине поручика под руководством фельдмаршала князя Паскевича в 1848—1849 годах участвовал в подавлении восстания в Венгрии. В 1852 году первым, с малой серебряной медалью, окончил Николаевскую академию Генерального штаба в Санкт-Петербурге. Произведённый в чин подъесаула, зачислен на службу в Генеральный штаб с 1 января 1853 года. Был лично знаком с Цесаревичем Александром Николаевичем, будущим императором Александром II. Первым из офицеров Генерального штаба стал добровольцем в Крымской войне 1853—1856 годах. В начале января 1855 года произведён в полковники. В конце 1855 года Турчанинов был вызван на аудиенцию к Николаю I, где получил от императора задание в срочном порядке провести военно-техническое обследование побережья Балтийского моря от города Нарвы до Петербурга и, в частности, проектное создание укреплений долговременного типа для усиленной защиты Петербурга со стороны западной границы. После выполнения этого поручения Турчанинов 26 ноября 1855 года был назначен начальником Штаба Отдельного гвардейского корпуса, расположенного на западной границе Российской империи — в пределах Холмской губернии.
В это же время, видя несовершенство общественного устройства России, пришёл к выводу о необходимости реформ, став убеждённым противником крепостного права. С 1853 года он состоял в тайной переписке с А. И. Герценом, в письмах к которому и изложил свои воззрения на судьбу России.

### Эмиграция в США
В 1856 году, проходя службу в Польше, неожиданно, под предлогом необходимости лечения на водах в Мариенбаде выехал туда, а затем эмигрировал в США вместе со своей молодой женой Надеждой Антоновной (урождённой Львовой). Никаких материальных причин для отъезда не было, наоборот, к моменту эмиграции Турчанинов сделал блестящую карьеру: он занимал пост начальника штаба корпуса в Польше, пользовался расположением императора, перед ним открывались блестящие перспективы. Видимо, Турчаниновым двигало желание принять участие в строительстве молодой страны. Вследствие этого в 1858 году в чине полковника он был исключён со службы русской армии. За «невозвращение к месту службы» в России ему грозил военный трибунал.
По прибытии в США чета Турчаниновых сначала приобрела небольшую ферму под Нью-Йорком, неудачно пыталась заниматься земледелием и разорилась. Именно тогда Иван Васильевич Турчанинов изменил своё имя на американский лад и стал называться Джон Бэйзил Турчин, его жена Надежда взяла имя Надин.
Познакомившись с реалиями американской жизни, Турчин понял, что в США не меньше проблем, чем в России. В письме к Герцену от 1859 года он написал следующее:

«Разочарование мое полное; я не вижу действительной свободы здесь ни на волос… Эта республика — рай для богатых; они здесь истинно независимы; самые страшные преступления и самые чёрные происки окупаются деньгами… Что касается до меня лично, то я за одно благодарю Америку: она помогла мне убить наповал барские предрассудки и низвела меня на степень обыкновенного смертного; …никакой труд для меня не страшен».
Турчин окончил инженерное училище, а Надин — медицинское. В 1859 году семья поселилась в Чикаго, штат Иллинойс. В этом городе и штате они прожили до конца своих дней. Турчин устроился на работу на Иллинойсскую центральную железную дорогу (Illinois Central Railroad) инженером-топографом, после чего Турчаниновы стали материально обеспечены и вошли в высший свет. Так, Иван Турчанинов дружил с предпринимателем Джорджем Макклеланом и адвокатом Авраамом Линкольном. Первый из них во время Гражданской войны был главнокомандующим армии северян, а второй, как известно, занял пост президента США.

## Гражданская война в США

Битва при Чаттануге: штурм Миссионерского хребта 25 ноября 1863 г.

### Кампания 1861 года
Турчанинов принял активное участие в Гражданской войне на стороне северян, сочетая, по словам одного из американских журналистов, «полученное в России военное образование с американским патриотизмом», заслужив со временем прозвище «Русского Громобоя». В начале войны (июнь 1861 года) Турчин вступил в федеральную армию. Как кадровый военный он сразу получил чин полковника и принял 19-й Иллинойсский пехотный полк. 28 августа (9 сентября) 1861 года российский посланник в Вашингтоне Стекль доносил царскому министру иностранных дел Горчакову: «… Я узнал также из газет, что некий Турчанинов, бывший русский офицер, командует полком иллинойских добровольцев…». В формируемом полку солдаты сами выбрали своего командира, отдав предпочтение Турчину перед его оппонентом, полковником Улиссом Грантом, который стал командиром 21-го пехотного полка, а впоследствии главнокомандующим армией Союза и президентом США. Турчин был талантливым командиром и сумел превратить свой полк в одну из самых боеспособных частей северян. Вскоре его полк был включён в новосозданную Огайскую армию под командованием генерал-майора Дона Карлоса Бьюэлла. На последнего произвели впечатление успехи Турчина, и вскоре ему поручили возглавить 8-ю бригаду дивизии Митчелла, состоящую из четырёх полков. В бригаде Турчин также вскоре навёл железную дисциплину и она превратилась в одну из лучших в Армии Соединённых Штатов.
Жена Турчина, Надин, была врачом в бригаде своего мужа (солдаты обращались к ней «Мадам Турчин»), следовала повсюду за мужем и написала единственный известный женский дневник о военных кампаниях.
В 1861 году бригада Турчина не принимала непосредственного участия в боевых действиях, занимаясь боевой подготовкой.

### Кампания 1862 года
В феврале 1862 года российский посланник в США Э. А. Стекль докладывал в Санкт-Петербург, что в армии Севера сражается «бывший русский офицер, некий Турчанинов» и что посольству не известно, «как он здесь оказался».
С начала 1862 года отношения между Турчиным и Бьюэллом стали постепенно ухудшаться, для чего было две причины.
Во-первых, резкое неодобрение командующего вызвала деятельность Турчина, который отказался возвращать плантаторам негров-рабов, искавших защиты в его лагере. Бьюэлл, один из немногих генералов-северян, владевших рабами, считал эти действия противозаконными.
Во-вторых, негативную реакцию уже со стороны Турчина вызвала пассивность Бьюэлла, не проводившего активных боевых действий. Многие подозревали генерала в симпатиях к южанам, поскольку, как уже было сказано, он сам владел рабами.
Бьюэлл действительно всячески ограничивал действия северян против южан, что привело к ряду чувствительных поражений.
Проявив инициативу, Турчин, вместе с другим полковником, Митчеллом, без приказа перешли в наступление. Бригада Турчина первая вошла в города Нашвилл и Хантсвилл. 2 мая 1862 года был взят город Афины (Алабама), после чего солдаты устроили в городе грабёж. Инцидент получил огласку и пресса дала Турчину прозвища Русский Гром (англ. the Russian Thunderbolt) и Безумный казак (англ. Mad Cossack). Несмотря на то, что обстоятельства этого события были неясны, Турчина отдали под военно-полевой суд, приковаваший к себе внимание всей страны. Досудебная следственная комиссия установила невиновность Турчина, но суд, среди членов которого были сторонники южан, признал Турчина виновным и уволил его из армии. Однако одновременно с судом, в поддержку Турчина выступила общественность Севера: в Чикаго его встретили как героя.
Симпатизирующий Турчину президент Авраам Линкольн, со свойственной ему дипломатичностью, сумел избавить полковника от отставки. 17 июня 1862 года, в самый разгар процесса, президент присвоил Турчину звание бригадного генерала. Таким образом, решение суда об отставке Турчина ещё до оглашения приговора юридически сводилось к нулю, так как суд, члены которого, кроме председателя, были полковниками, не имел полномочий судить генерала. Вскоре после этих событий Линкольн отстранил Бьюэлла от должности.
Осенью 1862 года бригаду Турчина отправили на Восточный фронт Гражданской войны — в Виргинию, однако 17 сентября поезд, на котором следовала бригада, упал с моста через речку Бивер-крик в Индиане. В катастрофе погибло 25 солдат, в том числе 1 офицер, 114 человек ранено. Турчин и его жена сделали для спасения солдат всё возможное. Позже, после окончания войны, Турчин говорил, что ни в одном сражении он не потерял столько людей, сколько во время данного крушения. Вследствие этого несчастного случая бригада вернулась обратно и не получила возможности проявить себя на Виргинском театре боевых действий.
Во время войны Турчин, будучи профессиональным военным, помимо командования бригадой, активно занимался исследованиями теории военной науки. Он разработал и опубликовал серию брошюр по тактике, обмену сигналами для координации действий, подготовке засад и тренировке новобранцев. Сочинение Турчина «Обучение бригады» было признано военными кругами Севера лучшим учебником по тактике полевой войны. Работы Турчина активно использовались северянами для организации армии, а после Гражданской войны повлияли на новый военный Устав.

### Кампания 1863 года

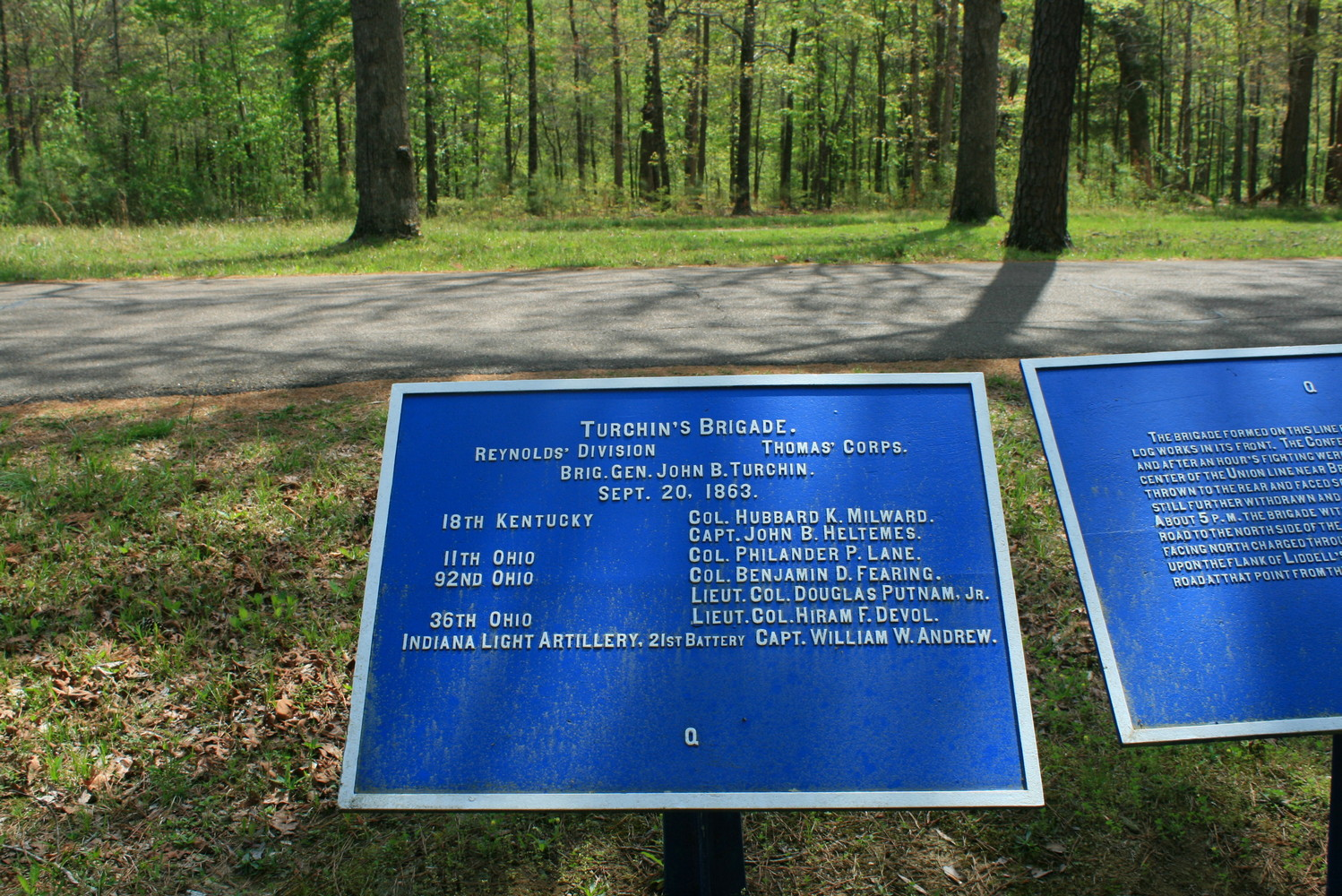
Маркер на позиции бригады Турчина на поле боя при Чикамоге

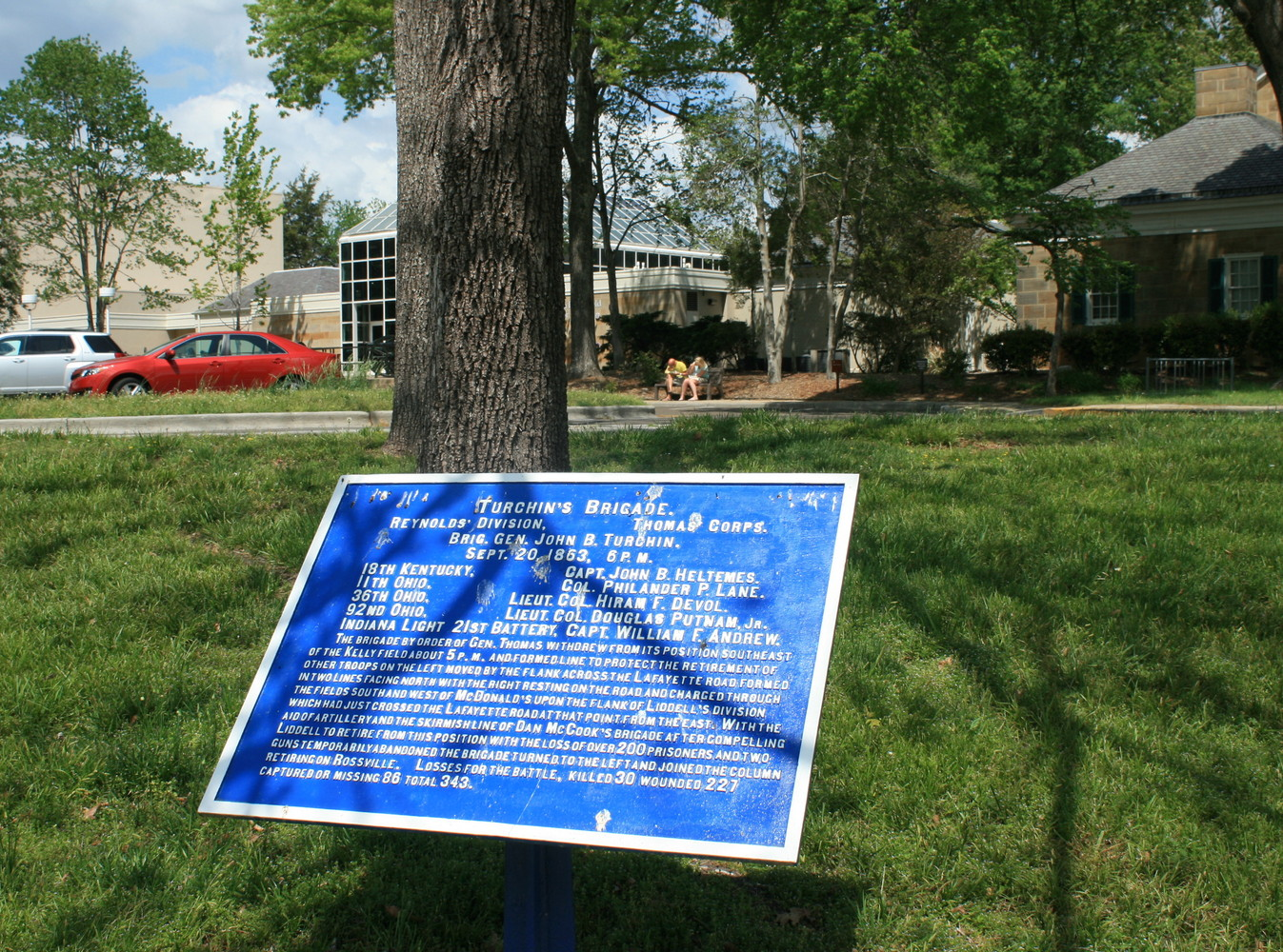
Маркер на месте атаки Турчина у лафайетской дороги

В ходе Гражданской войны Турчин отличился в ряде сражений, но именно в 1863 году наступил его «звёздный час». В кампанию 1863 года он прославился в битвах при Чикамоге и Чаттануге.
Во время Чикамогской кампании бригада Турчина была 3-й бригадой дивизии Джозефа Рейнольдса и состояла из 4-х пехотных полков:
- 18-й Кентуккийский пехотный полк, пдп. Хаббард Милвард
- 11-й Огайский пехотный полк, полк. Филандер Лейн
- 36-й Огайский пехотный полк, полк. Уильям Джонс
- 92-й Огайский пехотный полк, полк. Бенжамин Феринг

19 сентября 1863 года, в первый день сражения при Чикамоге полки Турчина участвовали в нескольких перестрелках. В конце дня генерал Томас отвёл дивизии своего корпуса на оборонительную позицию и поставил их полукругом. Бригада Турчина оказалась на крайнем правом фланге корпуса, фронтом на юг.
20 сентября в 16:30 генерал Томас отдал приказ отступать. По плану Томаса, первой должна была отойти дивизия Рейнольдса, и первой отошла бригада Турчина. Она вышла к лафайетской дороге и пошла по ней на север. Генерал Рейнольдс находился в это время при бригаде. На лафайетской дороге их встретил Томас, который только что узнал, что противник (дивизия Джона Лидделла) обходит его фланг. Он велел Рейнольдсу построить боевую линию, и тот развернул бригаду Турчина фронтом на север, так что бригада уперлась правым флангом в лафайетскую дорогу. Бригада пошла вперёд и сразу увидела дивизию Лидделла, выходящую на лафайетскую дорогу c востока. Левой, флангом к Турчину, шла бригада Гована. Бригада Турчина дала залп и бросилась в штыковую атаку. Гован не успел перестроить бригаду, его левый 6/7 Арканзасский полк едва успел дать залп, и сразу стал отходить. Вся бригада Гована рассыпалась, и у идущей правее бригады Уолталла не было времени на перестроение, так что она сразу стала отходить, потеряв два орудия батареи Фоулера. После этого Турчин отозвал атаку. Потери бригады были невелики, немногим более 30-ти человек.
В самом начале атаки ядром была убита лошадь Турчина, так что ему пришлось нагонять бригаду бегом.
Знаменная рота 36-го Огайского полка не расслышала команды на отход и прошла ещё с километр вперёд, где остановилась, заметив кавалерию Форреста. Вместо с этой ротой оказались 50 человек 11-го Огайского полка и сам дивизионный генерал Рейнольдс, который не знал, что Турчин приказал остановить атаку и полагал, что вся его дивизия наступает на север. Вскоре он обнаружил, что рядом с ним всего 50 человек, но сумел вернуться к своей дивизии.
После битвы при Чикамоге генерал Турчин, по заказу военного департамента, написал карту данного сражения, которая до сих пор является одним из ценных источников по истории этой битвы.
Во время сражения при Чаттануге (24—25 ноября 1863 года) бригада Турчина входила в состав дивизии Бэрда (XIV корпуса Камберлендской армии). В ходе сражения, войска северян выбили южан с позиций у Миссионерского хребта, но оказались под сильным огнём с вершины горной гряды, где у южан также была оборонительная линия. Тогда северяне стихийно атаковали противника. Одним из рядовых командиров, которые вели в бой своих солдат, был Джон Турчин. Под ураганным огнём противника, северяне сумели подойти вплотную к позициям конфедератов. Артиллеристы южан в отчаянии поджигали фитили бомб и сбрасывали их на врага, но это им не помогло. Южане снова были выбиты с позиций и очистили Миссионерский хребет. Бригада Турчина одной из первых (по некоторым сведениям первой) ворвалась на вершину хребта и, в частности, захватила 3 пушки. О мужестве солдат и накале сражения говорят потери бригады: шесть офицеров и 51 солдат убитыми и 11 офицеров и 211 солдат ранеными, четыре солдата пропали без вести; общие потери составили 282 человека.
В результате победы при Чаттануге ситуация на Западном театре военных действий кардинально изменилась: стратегическая инициатива окончательно перешла к северянам.

### Кампания 1864 года
Благодаря победе при Чаттануге, весной 1864 года армия генерала Шермана начала знаменитый «рейд к морю», в ходе которого провела стратегически важную битву за Атланту — крупнейший военно-промышленный центр Юга. Генерал Турчин вместе со своими солдатами принял активное участие в этом походе.
В боевом журнале бригады сохранилась запись о том, что 25 февраля 1864 его бригада попала под сильный артиллерийский обстрел расположенной на холме батареи южан. По приказу Турчина, бригада взяла холм штурмом и выбила южан с их позиций, потеряв 10 человек убитыми и 77 ранеными.
Турчин дошёл до небольшого городка Чаттахучи. В июне 1864 года Турчина поразил сердечный приступ, и он был вынужден оставить службу. 4 октября Турчин ушёл в отставку. Так завершилась военная карьера одного из самых талантливых командиров северян.

## Послевоенная карьера и наследие
После сердечного приступа в октябре 1864 года Турчин уволился с военной службы, вернулся в Чикаго и работал там патентным поверенным и строительным инженером. Позднее он занимался торговлей недвижимостью и расселением эмигрантов в южном Иллинойсе. Видимо, испытывая симпатию к полякам, в 1873 году Турчин основал в Иллинойсе польскую колонию Радома, которая вскоре стала процветающим поселением. В это время он написал ряд работ по истории Гражданской войны: «Битва у Миссионерского хребта», «Опыт и впечатления Гражданской войны» и другие. В этих трудах он систематизировал и обобщил полученный в ходе войны опыт. Военные сочинения Турчина не потеряли научного значения до сих пор.
Одним из последствий сердечного приступа было постепенное ухудшение умственной деятельности. Всё это время жена Турчина Надин была ему надежной опорой и поддержкой. Турчин написал императору Александру II прошение, в котором предложил свои услуги как боевого генерала (шла русско-турецкая война 1877—1878 годов), но получил отказ: Александр напомнил военному министру и члену Государственного совета Д. А. Милютину, просившему удовлетворить эту просьбу, что ещё в 1860 году на одном из митингов в Америке Иван Турчанинов весьма дерзостно отзывался о самодержавии в России.
Турчины впали в бедность, и его бывшие подчинённые, в прошлом солдаты 19-го Иллинойсского полка, сенатор Джозеф Б. Фаракен и генерал С. Х. Гровнер, добились для Турчина небольшой пенсии от Конгресса США — 50 долларов.
Своих детей у Турчиных не было, но они привязались к Джону, сыну соседей по фамилии Матлавиш, с которыми подружились. Матлавишам они оставили в наследство свой дом, а Джону — одну из принадлежавших им старинных скрипок.
Турчин скончался в 1901 году в казённой больнице для душевнобольных в городке Энна и был похоронен с воинскими почестями на военном кладбище в Маунт-Сити, штат Иллинойс. Надин пережила своего супруга и скончалась в 1904 году. Её похоронили рядом с мужем.
Поскольку Турчины, как военнослужащие Армии США, погребены на военном кладбище, их могилы содержатся за счёт государства. На могильном камне начертано: «Джон Б. Турчин, бригадный генерал, Служба волонтёров США, 24 декабря 1822 — 18 июня 1901; Надин, его жена, 26 ноября 1826 — 17 июля 1904».

## Оценка личности
Необычная биография Турчина привлекла к себе большое внимание историков. Биография «русского американского генерала» хорошо изучена как в России, так и в США. Историки выделяют его как прекрасного командира, талантливого стратега и тактика, хорошего администратора, умело руководившего подчинёнными ему войсками. Особо отмечается большое мужество генерала, неоднократно лично водившего своих солдат в атаку. Указывается на высокие нравственные качества Турчанинова, который отказался от блестящей карьеры, ожидавшей его в России, ради того, чтобы принять участие в созидании США.
В обеих странах Турчину посвящены десятки научных работ, в том числе и несколько монографий. Турчанинов упоминается в советских учебниках по Новой истории США. В США также помнят имя генерала Турчина, которое постоянно встречается в различных публикациях. Большинство историков положительно оценивает личность Турчанинова.
Вместе с тем на Западе (особенно на юге США) есть определённая тенденция за инцидент в Афинах изображать Турчина как «дикого казака» и злодея, несмотря на то, что сам президент Линкольн, по сути дела, оправдал его. От действий солдат Турчина пострадали местные жители, было разграблено несколько богатых домов, но это событие не идёт ни в какое сравнение с действительной жестокостью, проявляемой многими другими генералами враждующих сторон. Например, войска генерала Шермана во время знаменитого «рейда к морю» безжалостно грабили местное население и, применяя тактику «выжженной земли», сожгли множество домов. Солдаты героя Юга генерала Натана Форреста после взятия форта Пиллоу убили взятых в плен чернокожих солдат. Неприязнь южан к Турчину объясняется его ярко выраженной антирабовладельческой позицией — Турчин являлся активным борцом за отмену рабства в США.
Одному из американских соратников Турчина принадлежат слова: «Он был одним из самых всесторонне образованных и знающих солдат страны. Он любил нашу страну сильнее, чем многие её уроженцы».

## Факты

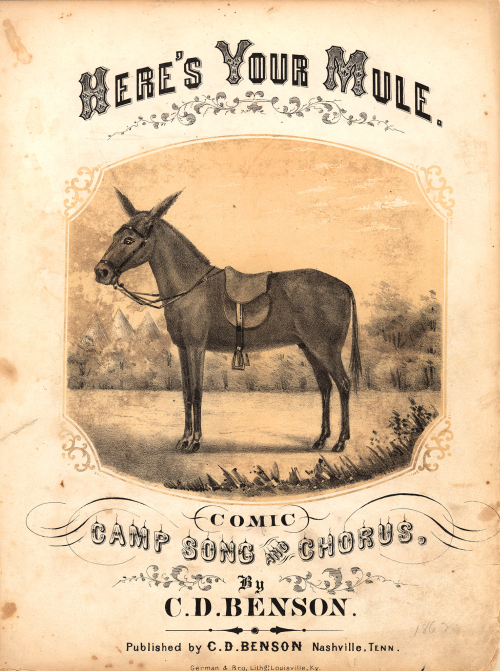
Иллюстрация 1862 года к песне «Here's your mule».

Солдаты Турчина переделали популярную в то время песню «Here's your mule» под своего командира с названием «Turchin’s got your mule» («Турчин взял твоего мула»), которая стала своеобразным гимном его бригады.

## Сочинения
- И. В. Турчанинов и его жена — Герцену // Лит. наследство. — Т. 62: Герцен и Огарев, Ч. 2. — М., 1955.
- Turchin, John Basil. Chickamauga. Noted Battles for the Union during the Civil War. — Chicago: Fergus Printing Co., 1888.

## Кинематограф
- 2023 — «Нападение на Рио Браво» — американский художественный фильм-вестерн, продюсером и исполнителем главной роли (Ивана Турчанинова) в котором стал Александр Невский. Также вышло продолжение под названием «Затерянные в Рио Браво» и «Золото Рио Браво: Тайна шерифа Келли», где Невский повторил роль Турчанинова.